# Kazimierz Sobolewski (duchowny)

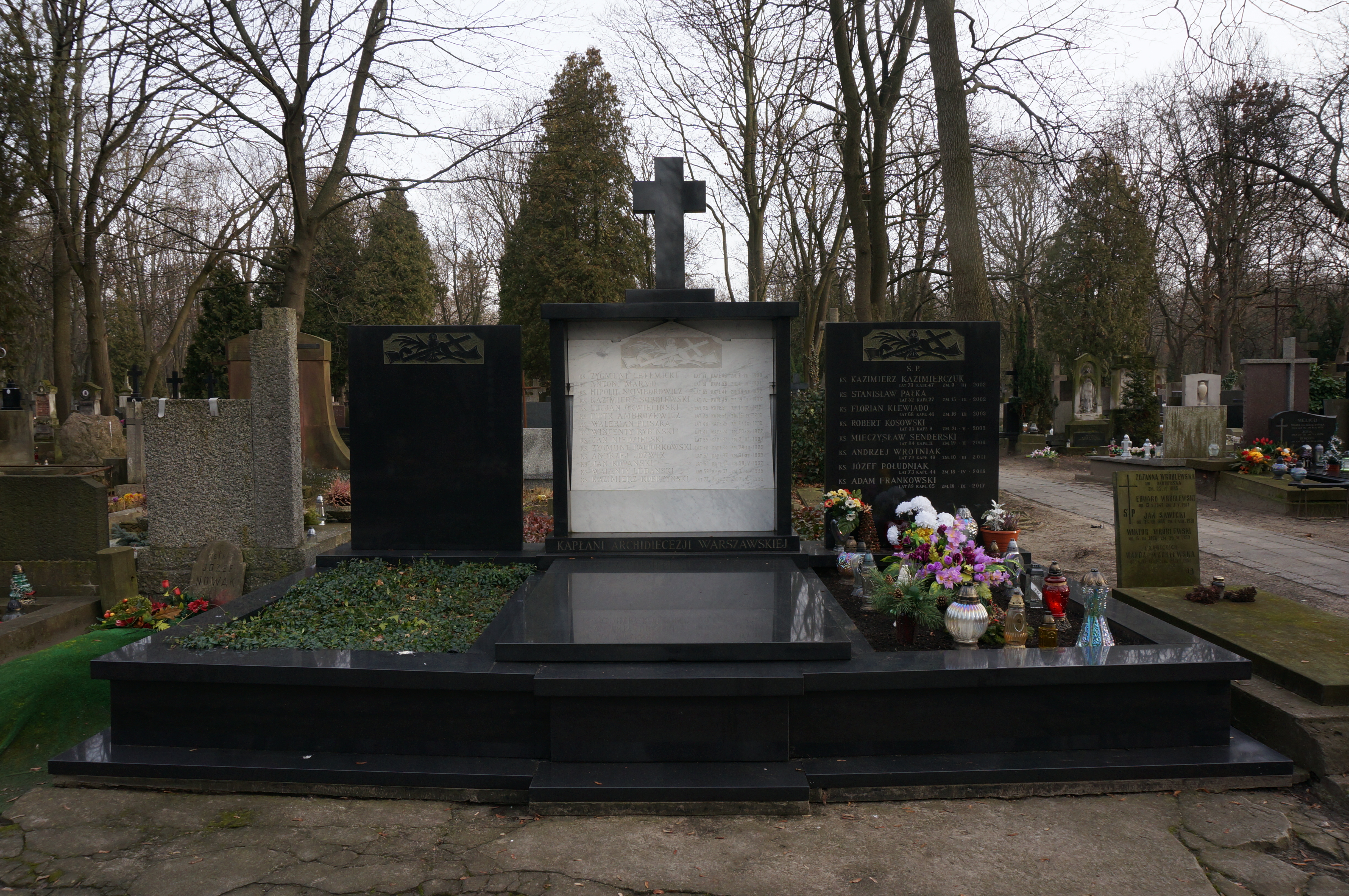
Grobowiec kapłanów archidiecezji warszawskiej w którym pochowany został Kazimierz Sobolewski

Kazimierz Sobolewski (ur. 4 marca 1865 w Adamowicach, zm. 19 lutego 1935 w Warszawie) – polski duchowny rzymskokatolicki.
Został wybrany posłem na Sejm Ustawodawczy (1919–1922) z ramienia Narodowo-Chrześcijańskiego Stronnictwa Ludowego.
Od 1910 był dziekanem warszawskim oraz kanonikiem honorowym Kapituły Metropolitalnej Warszawskiej. W 1914 otrzymał przywilej noszenia Rokiety i Mantoletu. W 1922 został odznaczony przez papieża Piusa XI krzyżem Pro Ecclesia et Pontifice.
Został pochowany w grobowcu kapłanów archidiecezji warszawskiej na cmentarzu Powązkowskim w Warszawie (kwatera 203–V-VI–26-29).